# Condado de Natrona
O Condado de Natrona (em inglês:  Natrona County) é um dos 23 condados do estado americano do Wyoming. A sede e maior cidade do condado é Casper. Foi fundado em 1888
O condado possui uma área de 13 923 km², dos quais 13 831 km² estão cobertos por terra e 91 km² por água, uma população de 75 450 habitantes, e uma densidade populacional de 5,4 hab/km² (segundo o censo nacional de 2010). É o segundo condado mais populoso do Wyoming.